# 역사가 논쟁
역사가 논쟁은 1980년대 후반 서독에서 보수파와 좌파 학자 및 기타 지식인 사이에서 나치 독일 과 홀로코스트를 독일 역사학에 통합하는 방법 등에 대한 논쟁이다.
에른스트 놀테가 이끄는 보수적인 지식인들의 입장은 홀로코스트가 특이하지 않았기 때문에 독일인들은 " 유대인 문제에 대한 최종 해결책 "에 대해 특별한 죄책감을 감당해서는 안된다는 것이다. 놀테는 소련 과 나치 독일의 범죄 사이에는 도덕적 차이가 없으며, 나치는 소련이 독일에 할 수 있는 일에 대한 두려움 때문에 행동했다고 주장했다. 마찬가지로 보수 역사가 안드레아스 힐그루버는 1944 ~ 1945년 연합군의 독일 정책과 유대인에 대한 집단 학살 사이에 도덕적 차이가 없다고 주장했다. 다른 사람들은 나치 시대의 기억이 "정상화"될 수없고 국가적 자부심의 원천이 될 수 없으며 나치의 선전을 반영한다고 주장했다.

## 배경
제2차 세계 대전 직후 지식 계에서 나치 독일을 해석하는 방법에 대한 격렬한 논쟁이 벌어졌고,이 논쟁은 오늘날까지 계속되고 있다. 더 뜨겁게 토론 된 두 가지 질문은 나치즘이 어떤 식 으로든 "독일 국민적 성격"의 일부인지 여부와 독일 국민이 나치즘의 범죄에 대해 얼마나 많은 책임을 지는 것인지였다. A. J. P. 테일러(A. J. P. Taylor)와 루이스 내미어(Lewis Namier) 경과 같은 전후 시대의 다양한 비 독일 역사가들은 나치즘이 독일 역사의 정점이며 대다수의 독일인이 나치 범죄에 책임이 있다고 주장했다. 나치즘의 경제적 측면을 주장하고 그것을 자본주의 위기의 절정이라고 생각한 마르크스주의자들과 히틀러의 개인적 역할과 책임을 강조하고 관계의 더 큰 문제를 지나쳐버린 자유주의자들 사이에서 나치즘과 평범한 독일인의 관계에 대한 다른 평가는 공통적이었다. 서독 내에서 대부분의 역사가들은 강력하게 방어적이었다. 게르하르트 리터와 다른 사람들의 평가에서 나치즘은 작은 범죄 집단의 작업만을 대표하는 전체주의 운동이었다. 독일인은 나치즘의 희생자였으며 나치 시대는 독일 역사에서 완전히 단절되었다.
1960년대부터 이 평가는 젊은 독일 역사가들에 의해 도전을 받았다. 프리츠 피셔(Fritz Fischer)는 독일 사회가 발전한 방식의 결과로 나치즘을 본 독일 역사에 대한 존더베크 개념에 호의적으로 논했다. 1960년대 말과 1970년대 초에 기능주의 역사학파가 등장했다. 그 지지자들은 독일 관리들이 명령과 정책에 순종 할뿐만 아니라 홀로코스트를 초래 한 정책을 만드는 데 적극적으로 참여하고 있다고 주장했다. 따라서 기능주의자들은 더 넓은 그룹에 대하여 홀로코스트에 대한 비난을 던졌다. 많은 우익 독일 역사가들은 존더베크 개념과 기능주의 학파의 의미를 싫어했다. 그들은 일반적으로 좌파와 구조주의로 식별되었고 우익들은 독일에 대해 경멸적인 것으로 보였다.  .
1980년대 중반 무렵 우익 독일 역사가들은 1945년 이래로 충분한 시간이 지났다고 생각하기 시작했고, 따라서 독일 국가는 역사의 많은 부분을 다시 축하하기 시작할 때였다. 분위기가 바뀌 었다는 신호는 1985년 5월 비트부르크에서의 행사 때, 로널드 레이건 미국 대통령과 헬무트 콜 서독 총리가 비트부르크에 묻힌 독일군 전사자를 기리며 그곳에 묻힌 SS 병사들을 기리며 널리 알려졌다. 나치의 과거에 대한 기억은 "정상화"되었다. 나치 과거에 대한 독일의 "죄책감"을 없애야한 다는 레이건의 발언은 독일 보수 주의자들에 의해 제 3 제국 기억의 "정상화"의 시작으로 널리 해석되었다. 미하엘 슈튀르머(Michael Stürmer)의 1986년 글 "역사가 없는 땅"은 독일이 자부심을 가질만한 긍정적 인 역사의 부재에 의문을 제기했다. 콜 총리의 고문이자 연설자인 슈튀르머의 지위는 논란을 고조시켰다.
많은 좌파의 분노를 불러 일으키고 역사가 논쟁의 주요 문제가 된 프로젝트는 서베를린과 본애 건설 될 독일 근대 역사를 기념하는 두 개의 박물관이었다. 역사가 논쟁의 많은 좌파 참여자들은 박물관이 독일의 과거를 "구상"하기위한 것이라고 주장했으며 제안 된 박물관, 정부, 그리고 미카엘 슈튀르머, 에른스트 놀테(Ernst Nolte), 그리고 안드레아스 힐그루버(Andreas Hilgruber)와 같은 역사가들의 견해 사이에 연관성이 있다고 주장했다.

## 개요

### 참가자
한쪽에는 철학자이자 역사가인 에른스트 놀테(Ernst Nolte), 언론인 요아힘 페스트(Joachim Fest), 그리고 역사가 안드레아스 힐그루버(Andreas Hillgruber), 클라우스 힐데브란트(Klaus Hildebrand), 라이너 치텔만(Rainer Zitelmann), 하겐 슐체(Hagen Schulze), 미하엘 슈퇴르머(Michael Stürmer)가 있었다. 그 반대는 철학자 위르겐 하버마스와 역사가 한스-울리히 벨러(Hans-Ulrich Wehler), 위르겐 코카(Jürgen Kocka), 한스 몸젠(Hans Mommsen)이 있었다.

### 이슈
에른스트 놀테와 위르겐 하버마스의 견해가 논쟁의 중심에 있었고 거의 독점적으로 신문 디 차이트(Die Zeit) 및 프랑크푸르터 알게마이네 자이퉁(Frankfurter Allgemeine Zeitung)의 편집자에게 기사와 편지를 통해 진행되었다. 서독 사람들은 관심을 가지고 논쟁을 따랐다. 토론은 활기차고 공격적인 어조로 유명했으며 참가자들은 종종 인신공격에 참여했다.
토론은 다음 네 가지 질문을 중심으로 이루어졌다.
- 나치 독일의 범죄는 특이하게 악한 것이었는가? 소련 스탈린과 같은 다른 범죄가 그와 비슷했는가? 홀로코스트와 비슷한 다른 집단학살이 있었는가? 많은 학자들은 그러한 비교가 홀로코스트를 사소하게 만들었다 고 생각했다. 다른 사람들은 홀로코스트가 다른 범죄의 맥락에서 가장 잘 이해 될 수 있다고 주장했다.
- 독일 역사는 필연적으로 나치즘으로 이어지는 "특별한 경로"(존더베크 )를 따랐는가?
- 나치의 범죄는 스탈린 치하의 소련 범죄에 대한 반응이었는가?
- 독일 국민이 나치 범죄에 대한 특별한 죄책감을 짊어져야 하는가? 아니면 새로운 세대의 독일인들이 자신들의 역사에서 자부심의 근원을 찾을 수 있을까?